# Dvorje, Moravče
Dvorje so naselje v Občini Moravče. Ustanovljeno je bilo leta 1992 iz dela ozemlja naselja Dole pri Krašcah. Leta 2015 je imelo 57 prebivalcev.